# Музей связи Тверской области
Музей связи Тверской области — ведомственный музей Управления федеральной почта связи (УФПС) Тверской области и Тверского филиала МРФ «Центр» ОАО «Ростелеком», посвящённый истории электросвязи и почты.
Музей находится в центре Твери, на втором этаже офиса Тверского филиала «ЦентрТелеком», по адресу: г. Тверь, Симеоновская ул., дом 28.

## Описание
Музей занимает здание Тверского почтамта дореволюционной постройки.
Собрание музея составляет более 2000 единиц хранения. В фондах музея собраны материалы, наглядно иллюстрирующие основные этапы развития связи, начиная с регулярной ямской гоньбы и до наших дней. Экспозиция музея включает образцы техники и документы, отображающие главным образом историю электросвязи, а также почты на тверской земле.

## История
Музей был организован по инициативе руководства ОАО «Электросвязь» Тверской области (с 2002 года — Тверской филиал ОАО «ЦентрТелеком») и на средства этого предприятия. В оформлении экспозиции также принимали участие художники и специалисты «Дизайн-центра» Московской организации Союза дизайнеров России. Открытие музея состоялось 26 сентября 1997 года, в день празднования столетнего юбилея Тверской городской телефонной сети. 26 сентября 2007 года к 10-летию музея была подготовлена экспозиция о десяти почтмейстерах Тверской губернии и представлена книга «Хроника Тверской связи». С 2009 года музей был временно закрыт в связи с переездом тверского филиала «Ростелекома» из занимаемого им здания. Открытие экспозиции на новом месте состоялось 17 мая 2016 года, во Всемирный день электросвязи и информационного общества.

## Директор музея
Директором объединённого музея электросвязи и почты и автором экспозиции является ветеран предприятия Людмила Александровна Андреева.